# Body and Soul (canção)
"Body and Soul" é uma canção popular de jazz gravada pelo saxofonista americano Coleman Hawkins e composta por Johnny Green, Edward Heyman, Robert Sour e Frank Eyton em 1930.

## História
"Body and Soul" foi escrita para a atriz e cantora inglesa Gertrude Lawrence, sendo interpretada pela primeira vez por ela, ainda na Inglaterra. Libby Holman foi a responsável pelo lançamento da canção nos Estados Unidos. Inicialmente, a música foi proibida de ser executada nas estações de rádio do país, porém a popularidade da canção cresceu muito nas décadas de 1930 e 1940, sendo regravada por uma série de artistas. A primeira regravação de "Body and Soul" foi feita ainda em 1930 pelo cantor estadunidense Louis Armstrong, que após o seu lançamento alcançou o número 12 na parada de singles norte-americana. Até o final da década, a canção havia sido regravada por 11 grupos, senda a mais bem-sucedida nas paradas a versão original da canção lançada por Libby Holman tando atingido o número 3. "Body and Soul" continua a ser um padrão de jazz , com centenas de versões cantadas e gravadas por dezenas de artistas. Clássicas gravações vocais incluem as de: Ella Fitzgerald , Hanshaw Annette , Billie Holiday , Billy Eckstine , Etta James , Sarah Vaughan e Frank Sinatra, e músicos como Benny Goodman , Lee Konitz , John Coltrane , Charles Mingus , Dexter Gordon , Sonny Stitt e Lester Young.

## Versão de Tony Bennett e Amy Winehouse
Body and Soul foi regravada por Tony Bennett e Amy Winehouse no dia 23 de março de 2011. Foi a última gravação feita por Winehouse antes de sua morte, em 23 de julho de 2011, aos 27 anos. O single foi lançado mundialmente no dia 14 de setembro de 2011, dia em que Amy Winehouse completaria 28 anos, no iTunes , MTV e VH1.
A canção debutou na 87° posição, nos gráficos da Billboard Hot 100, na semana de 1 de outubro de 2011. O single recebeu um Grammy Award na 54th Grammy Awards na categoria de "Melhor Performance pop Dueto/Banda/Grupo" em 12 de fevereiro de 2012. As vendas de "Body and Soul" vão beneficiar a Amy Winehouse Foundation, uma organização criada para apoiar jovens viciados em drogas.
A canção esta incluída nos álbuns Duets II de Tony Bennett e Lioness: Hidden Treasures álbum póstumo de Amy Winehouse

### Vídeo Clipe
Um vídeo foi lançado no YouTube no dia 14 de setembro de 2011. O vídeo mostra Winehouse e Bennett no estúdio tocando a música. Tinha mais de 2 milhões de visualizações em seus primeiros 4 dias no YouTube. Em fevereiro de 2012, o vídeo tinha mais de 6 milhões de visualizações.

## Desempenho nas paradas

### Paradas semanais
| Paradas (2011)                                 | Melhor Posição |
| ---------------------------------------------- | -------------- |
| Austrália (ARIA)                               | 97             |
| Áustria (Ö3 Austria Top 75)                    | 36             |
| Bélgica (Ultratop 50 de Flandres)              | 13             |
| Bélgica (Ultratop 50 da Valônia)               | 30             |
| Canadá (Canadian Hot 100)                      | 68             |
| Países Baixos (Single Top 100)                 | 9              |
| França (SNEP)                                  | 27             |
| O campo songid é OBRIGATÓRIO PARA PARADA ALEMÃ | 31             |
| Israel (Media Forest)                          | 10             |
| Itália (FIMI)                                  | 12             |
| Espanha (PROMUSICAE)                           | 14             |
| Suíça (Schweizer Hitparade)                    | 53             |
| Reino Unido (UK Singles Chart)                 | 40             |
| Estados Unidos — Billboard Hot 100             | 87             |